# 페르난다 토히스
페르난다 토히스(Fernanda Torres, 1965년 9월 15일 ~ )는 브라질의 배우이다.

## 출연 작품
- 아임 스틸 히어 (2024)
- 인비저블 우먼 (2009)
- 플레잉 (2007)
- 모래의 집 (2005)
- 쌍둥이 (1999)
- 자정 (1998)
- 포데이즈 인 셉템버 (1997)
- 이방인의 땅 (1995)
- 원 맨스 워 (1991)
- Com Licenca, Eu Vou a Luta (1986)
- 사랑의 미로(영어판) (1986)